# Francesco Moser
Francesco Moser (* 19. Juni 1951 in Palù di Giovo, Trentino) ist ein ehemaliger italienischer Radrennfahrer. Er gehörte in den 1970er und 1980er Jahren zu den erfolgreichsten Radsportlern.

## Sportkarriere

### Straßenradsport
Als Amateur war Moser Teilnehmer der Olympischen Sommerspiele 1972 in München. Mit dem italienischen Vierer belegte er den 9. Platz im Mannschaftszeitfahren. Im olympischen Straßenrennen wurde er beim Sieg von Hennie Kuiper als 8. klassiert.
Moser wurde 1973 Profi. Er galt als Spezialist für Einzelzeitfahren (u. a. siegte er 1974 beim Grand Prix Forlì) und konnte in seiner Karriere auch viele wichtige Eintagesrennen für sich entscheiden, so die italienischen Klassiker Mailand-San Remo 1984 sowie die Lombardei-Rundfahrt 1975 und 1978. Dreimal in Folge 1978 bis 1980 gewann er das Kopfsteinpflasterrennen Paris–Roubaix. Weitere vier Male stand Moser dort auf dem Podium. 1977 wurde Moser in Venezuela Straßenweltmeister vor Dietrich Thurau.
1984 gewann Moser den Giro d’Italia, obwohl er aufgrund seines Körperbaus kein hervorragender Kletterer war und seinen Vorsprung beim Zeitfahren herausholen musste. Insgesamt holte Moser 19 Etappensiege beim Giro sowie zwei bei seiner einzigen Teilnahme bei der Tour de France 1975, die er auf dem siebten Platz beendete. Beeindruckend seine Serie beim Giro: 12-mal nahm er teil, einmal wurde er Sieger, dreimal Zweiter, zweimal Dritter, drei weitere Male platzierte er sich unter den ersten zehn.
Auf der Bahn gewann er sechsmal das Sechstagerennen von Mailand.
Bis heute legendär ist Mosers Rivalität mit seinem Landsmann Giuseppe Saronni. Die beiden Weltklassefahrer spalteten die italienischen Tifosi in den späten 1970er und frühen 1980er Jahren in zwei konkurrierende Fangruppen, vergleichbar nur mit der Konkurrenz zwischen Gino Bartali und Fausto Coppi über dreißig Jahre zuvor.

### Stundenweltrekordhalter 1984 bis 1993

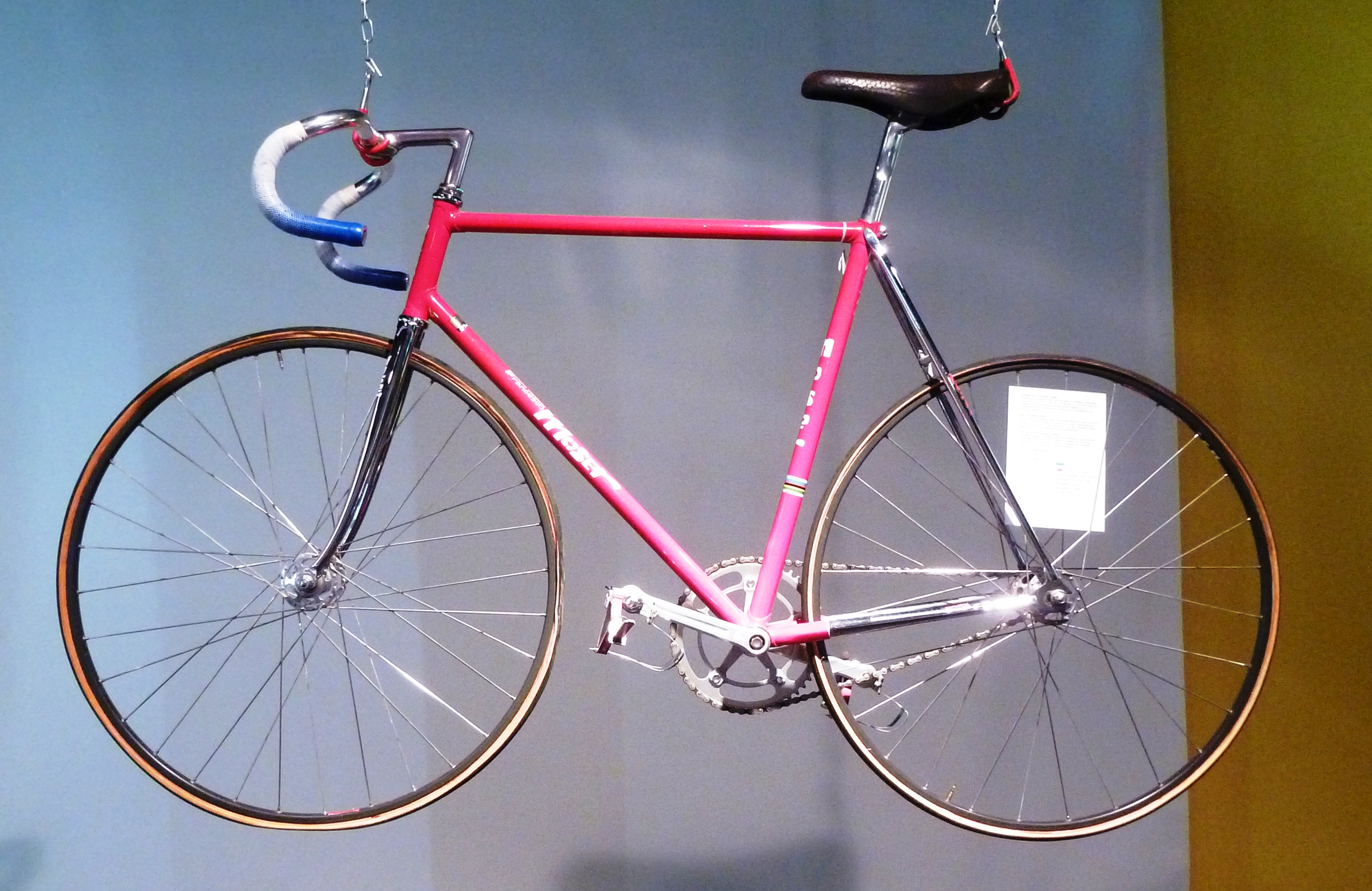
Bahnrad von Francesco Moser im Nationaal Wielermuseum Roeselare

1984 übertraf Moser mit einem speziell konstruierten Zeitfahrrad und der erstmaligen Nutzung eines „Bullhorn“-Lenkers von 3ttt in der Höhe von Mexiko-Stadt den zwölf Jahre alten Stundenweltrekord von Eddy Merckx. Außer den technischen Neuerungen nutzte Moser, wie er später zugab, Bluttransfusionen, was zu dieser Zeit noch nicht als Blutdoping verboten war. Er fuhr 50,808 km und steigerte diese Marke vier Tage später auf 51,151 km, eine Leistung, die erst neun Jahre später von Graeme Obree übertroffen wurde. Moser beendete seine Karriere 1987. In seiner gesamten Laufbahn hat er 272 Siege errungen.

## Nach der Sportkarriere
Von 1994 bis 1999 war Moser für den Partito Autonomista Trentino Tirolese Abgeordneter im Trentiner Landtag, von 1994 bis 1996 wirkte er dabei als Assessor und Vizepräsident in der Regionalregierung Trentino-Südtirol.
Von 1999 bis 2007 amtierte er als Präsident der Cyclistes Professionnels Associés (CPA), der Vereinigung der Radprofis.
Moser war Inhaber des Fahrradherstellers Cicli Moser.

## Trivia
Seinen Abschied vom aktiven Radsport beging Moser 1988 mit einer dreitägigen Radwandertour mit vielen Freunden durch das Trentino. Auf dem Marktplatz seines Heimatortes hängte er dann sein Rad an einen Nagel von 75 Zentimetern Länge.

## Familie
Francesco Moser stammt aus einer Radsportfamilie: Er ist der jüngste von vier Brüdern, die Rennfahrer waren. Außer ihm selbst ist der bekannteste sein ältester Bruder Aldo. Auch mehrere seiner Neffen waren Radrennfahrer, darunter Leonardo Moser und dessen Bruder Moreno Moser.

## Erfolge (Auszug)
- Giro d’Italia 1984
- UCI-Straßen-Weltmeisterschaften 1977
- Mailand–Sanremo 1984
- Paris–Roubaix 1978, 1979, 1980
- Giro di Lombardia 1975, 1978
- Italienische Meisterschaft 1975, 1979, 1981
- Paris–Tours 1974
- Meisterschaft von Zürich 1977
- La Flèche Wallonne 1977
- Gent–Wevelgem 1979
- Giro dell’Umbria 1974, 1975, 1977, 1981, 1983
- Giro di Campania 1982, 1983

## Auszeichnungen
- Italiens Sportler des Jahres (La Gazzetta dello Sport): 1984